# Sauromys petrophilus
Sauromys petrophilus — вид кажанів родини молосових.

## Середовище проживання
Цей вид зустрічається в південній частині Африки, починаючи вздовж західного узбережжя від Анголи і Намібії, на півдні у південній частині Південної Африки і звідси на північний схід ПАР, Зімбабве, і західного Мозамбіку. Він знаходиться між 100 м і 2000 м над рівнем моря. Проживає у кам'янистих областях і, крім достатку їжі, наявність вузьких тріщин і щілин скель на сідало протягом дня, здається, є серед його основних вимог проживання.

## Морфологія
Морфометрія. Довжина голови й тіла: 50—85 мм, хвіст: 30—45 мм, передпліччя: 38—50 мм, вага: 9—22 гр.
Опис. Забарвлення зверху від коричнювато-сірого до рудувато-коричнювато-оливкового, низ світліший.

## Стиль життя
Зустрічаються малими групами, зазвичай до 4 осіб.